# بور (آلمان)
بور (به آلمانی: Gelsenkirchen-Buer) یک منطقهٔ مسکونی در آلمان است که در گلزنکیرشن واقع شده‌است. بور ۳۴٬۱۳۰ نفر جمعیت دارد.